# (10454) Vallenar
(10454) Vallenar ist ein Asteroid des inneren Hauptgürtels, der am 9. Juli 1978 vom deutschen Astronomen Hans-Emil Schuster am La-Silla-Observatorium der Europäischen Südsternwarte in Chile (IAU-Code 809) entdeckt wurde.
Der Asteroid gehört der Vesta-Familie an, einer großen Gruppe von Asteroiden, benannt nach (4) Vesta, dem zweitgrößten Asteroiden und drittgrößten Himmelskörper des Hauptgürtels. Nach der SMASS-Klassifikation (Small Main-Belt Asteroid Spectroscopic Survey) wurde bei einer spektroskopischen Untersuchung von Gianluca Masi, Sergio Foglia und Richard P. Binzel bei (10558) Karlstad von einer hellen Oberfläche ausgegangen, es könnte sich also, grob gesehen, um einen S-Asteroiden handeln.
Die zeitlosen (nichtoskulierenden) Bahnelemente von (10454) Vallenar sind fast identisch mit denjenigen von fünf kleineren Asteroiden, wenn man von der Absoluten Helligkeit von 15,6, 15,6, 16,7, 16,8 und 17,1 gegenüber 14,2 ausgeht: (21291) 1996 VG6, (21774) O’Brien, (288314) 2004 BS36, (305599) 2008 YB124 und (337584) 2001 SM338.
(10454) Vallenar wurde am 1. Mai 2003 nach der chilenischen Stadt Vallenar benannt, der Hauptstadt der Provinz Huasco. Vallenar befindet sich 90 Kilometer nördlich des La-Silla-Observatoriums.